# Erich II. (Sachsen-Lauenburg)
Erich II. von Sachsen-Lauenburg (* 1318/1320; † 1368) war 1338 bis 1368 Herzog von Sachsen-Lauenburg.

## Leben und Wirken
Erich war der Sohn von Herzog Erich I. von Sachsen-Lauenburg († 1361) aus dem Hause der Askanier und der Elisabeth von Pommern († 1349).
Erich übernahm 1338 nach der Abdankung seines Vaters die Regierungsgeschäfte über die Gebiete Lauenburg und Ratzeburg. Sein Vetter Albrecht IV., ebenfalls sächsischer Herzog, fiel im Winter 1343/44 in Erichs Ländereien ein, um den Landfrieden zu sichern, denn Erich stand im Ruf, Straßenräubern Zuflucht zu gewähren und Überfälle auf Kaufmannszüge in seinen Ländereien zu begünstigen. Allerdings stand der finanziell stark angeschlagene Albrecht in genau demselben Ruf, so dass wir hier auch einen einfachen erfolgreichen Raubzug mit gefälliger Geschichtsschreibung des Siegers annehmen können.
1360, drei Jahre nach dem Tod Albrecht IV., bot dessen Sohn, Albrecht V., Erich die Stadt und das Schloss Bergedorf als Pfand für einen Kredit an, nachdem er bereits im Jahr zuvor Stadt und Vogtei Mölln an die Lübecker verpfändet hatte. Erich nahm die Gelegenheit wahr, seine Ländereien zu erweitern, und gab das Darlehen. Um sein Geld abzusichern, setzte er auf Schloss Bergedorf einen eigenen Verwalter ein.
Im Streit um die Wege- und Zollrechte auf der Elbe kam es 1362 zu einem Überfall des Lüneburger Herzogs Wilhelm auf die Riepenburg und den dort zu jenem Zeitpunkt Hof haltenden Erich. Während Erich sich dem Zugriff entziehen konnte, wurde die Riepenburg geschleift und die Vierlande verwüstet. Die durch die Riepenburg geschützte Eyslinger Fähre mit der dazugehörenden Zollstation geriet ebenfalls in die Hand Wilhelms. Zur Sicherung seiner Eroberung ließ er eine neue Burg etwas stromauf am Gammerort errichten, die dem umgehend erfolgenden Gegenschlag Erichs aber nicht standhalten konnte und ihrerseits niedergerissen wurde. Die Riepenburg wurde neu errichtet, die Eroberungen Wilhelms zurück in Erichs Besitz geführt.
Langfristig führte dieser Überfall zu einer Festigung des südlichsten der drei Elbarme der Vierlande zur Landes- und Bistumsgrenze; bis 1438 wurden die beiden nördlichen Elbarme abgedeicht und dadurch der südlichste Elbarm, die heutige Stromelbe, zum einzigen Schifffahrtsweg zwischen Hamburg und Geesthacht umgestaltet.
Nach dem Tod Erich II. im Jahr 1368 gingen die Regierungsgeschäfte an Erichs Sohn Erich IV. über.

## Ehen und Nachkommen
Erich heiratete 1342/1349 Agnes von Holstein. Aus der Verbindung gingen hervor:
- Erich IV. von Sachsen-Lauenburg (1354–1411), Herzog von Sachsen-Lauenburg
- Agnes von Sachsen-Lauenburg († nach 1387)

⚭  Herzog Wilhelm „Langbein“ von Braunschweig-Lüneburg († 1369)
- Jutta von Sachsen-Lauenburg († 1388), ⚭  Herzog Bogislaw VI. von Pommern († 1393)
- Mechthild von Sachsen-Lauenburg († nach 1405), Äbtissin von Wienhausen